# مصطفى ساليفو
مصطفى ساليفو (بالفرنسية: Moustapha Salifou)‏ (مواليد 1 يونيو 1983 في لومي - توغو) لاعب كرة قدم توغولي يلعب حاليا لصالح نادي الدرجة الممتازة أستون فيلا الإنجليزي منذ 2007 في مركز الوسط المهاجم .

## روابط خارجية
- مصطفى ساليفو على موقع قاعدة بيانات كرة القدم.إي يو (الإنجليزية)
- مصطفى ساليفو على موقع ناشيونال فوتبول تيمز (الإنجليزية)
- مصطفى ساليفو على موقع Soccerbase.com (لاعب) (الإنجليزية)
- مصطفى ساليفو على موقع Soccerway.com (الإنجليزية)
- مصطفى ساليفو على موقع عالم كرة القدم.نت (الإنجليزية)
- مصطفى ساليفو على موقع كووورة